# アーディー・サヴェア
アーディー・サヴェア（Ardie Savea、1993年10月14日 - ）は、ジャパンラグビーリーグワンのコベルコ神戸スティーラーズに所属するラグビーユニオンの選手。アーディ・サベアと表記されることもある。

## プロフィール
- 兄のジュリアン・サヴェアもオールブラックスのラグビー選手[3]。
- ワールドカップ2019・2023に出場[4][5]。
- 2012年から、7人制ニュージーランド代表に選ばれる[6]。

## 略歴
ウェリントン・ライオンズを経て、2013年、ハリケーンズに加入。同年、U20ニュージーランド代表に選ばれた。
2013年11月、兄のジュリアン・サヴェアと共にオールブラックス（ニュージーランド代表）のヨーロッパ遠征に帯同。
2015年、オールブラックス・セブンズ・チームに選ばれ、2016年1月にウェリントン・セブンズ・シリーズに出場した。
2016年6月11日、ウェールズ代表戦でサム・ケインに代わって出場し、オールブラックスデビューを果たした。
2017年、バーバリアンズに選ばれる。
2023年、ジャパンラグビーリーグワンのコベルコ神戸スティーラーズに、1季限定のサバティカルで加入。
同年12月9日に行われたJAPAN RUGBY LEAGUE ONE 2023-24第1節三重ホンダヒート戦にて先発出場で日本での公式戦初出場を果たして、リーグワンデビュー戦でトライをあげた。
2024年5月、2023-24リーグワンベスト15に選ばれ、コベルコ神戸スティーラーズを退団した。
2024年7月に、スーパーラグビー・パシフィックのモアナ・パシフィカに入団。
2025年6月、コベルコ神戸スティーラーズへ、1季限りの再加入を発表した（リーグワン2025-26シーズン終了後、モアナ・パシフィカに戻る）。

## 受賞歴
- ワールドラグビー男子15人制年間最優秀選手賞:2023年[1][17]
- ワールドラグビー男子15人制ドリームチーム:2021年[18]・2023年
- 2025年スーパーラグビー・パシフィック チーム・オブ・ザ・イヤー:46回(バックロー1) [19]

### ジャパンラグビーリーグワン
- 2023-24リーグワンベスト15